# Vitelij
Vitelij (latinsko Avlvs Vitellivs Germanicvs Avgvstvs), 8. cesar Rimskega cesarstva, ki je v letu štirih cesarjev vladal osem mesecev od 16. aprila do 22. decembra 69, * 24. september 15, † 22. december 69.
Bil je prvi rimski cesar, ki si je po imenovanju namesto častnega naslova Caesar nadel naslov Germanik, ker je naslov Cezar zaradi nečastnih Neronovih dejanj v številnih krogih prišel na slab glas. 
Njegove zahteve po rimskem prestolu so kmalu izpodbijale legije v vzhodnih provincah, ki so namesto njega za cesarja razglasile svojega poveljnika Vespazijana. V državljanski vojni, ki je sledila, je Vespazijan v drugi bitki pri Bedriaku v severni Italiji porazil Vitelija. Ko je Vitelij spoznal, da je izgubil podporo, je bil pripravljen odstopiti v Vespazijanovo korist, vendar so ga Vespazijanovi vojaki 22. decembra 69 ubili. 

## Družina
Vitelij je bil sin Lucija Vitelija Veterisa in njegove žene Sekstilije. Imel je brata Lucija Vitelija mlajšega. Svetonij omenja dva povsem različna opisa Vitelijeva porekla. Po prvem naj bi izhajal iz lacijske vladarske družine, po drugem pa, da je bil nižjega stanu. Svetonij istočasno pripominja, da so besedili pisali ali laskači ali njegovi sovražniki, obe pa sta bila napisani pred njegovim prihodom na oblast. Svetonij omenja tudi to, da je bil Vitelijev horoskop ob rojstvu takšen, da so se njegovi starši zgrozili in da je njegov oče zato poskušal preprečiti njegovo imenovanje za konzula.
Prvič se je poročil pred letom 40 s Petronijo, hčerko Publija ali Gaja Petronija Poncija Nigrina, s katero je imel sina Avla Vitelija Petronijana, univerzalnega dediča svoje matere in starega očeta. 
Drugič se je poročil okoli leta 50 z Galerijo Fundano, ki je bila morda vnukinja prefekta Gaja Galerija. Z njo je imel sina Germanika in hčerko neznanega imena, ki je bila rojena pred letom 55. 

## Javne službe

### Politična in vojaška kariera
Leta 48 je bil konzul, leta 60 ali 61 pa verjetno prokonzul Afrike. Obe službi je dobro opravil. Konec leta 68 ga je Galba na splošno začudenje imenoval za poveljnika vojske v Spodnji Germaniji. Med svojimi častniki in vojaki je postal priljubljen zaradi pretirane razsipnosti in pretirano dobrega značaja, kar je kmalu usodno vplivalo na red in disciplino v vojski.

### Prihod na oblast
Za Vitelijev vzpon na rimski prestol sta bila zaslužna Kekina in Fabij Valens, poveljnika dveh legij na Renu. Z njuno pomočjo je izvedel vojaški udar, ki se je hitro končal. Oba poveljnika sta namreč 1. januarja 69 odklonila priseči zvestobo novemu cesarju Galbi in kmalu zatem v Kölnu za novega cesarja razglasila Vitelija (natančneje za cesarja Spodnje in Gornje Germanije). Na njegovo stran so kmalu zatem prestopile tudi legije iz Galije, Britanije in Retije. Vitelij je zatem odšel na pohod na Rim, kjer je namesto na Galba naletel na Otona. 
Resnici na ljubo Vitelija kot cesarja nikoli ni priznal ves rimski svet, četudi mu je rimski senat podelil vsa cesarska pooblastila in časti. V Italijo je prišel na čelu samopašnih in surovih vojakov in Rim spremenil v prizorišče izgredov in pokolov, gladiatorskih iger in potratnih gostij. Zmagovite legionarje je nagradil z razpustitvijo pretorske garde in postavitvijo njihovih mož na njeno mesto. 

## Cesar

### Državna uprava
Svetonij, čigar oče se je v Bedriacu boril na Otonovi strani, je imel o Vitelijevi kratkotrajni vladavini neugodno mnenje. Opisal ga je kot neabicioznega vladarja, ki je sicer želel vladati modro, vendar sta ga Valens in Kekina vzpodbujala k nemoralnim dejanjem, ki so njegovo dobro stran potisnila v ozadje. Vitelij je bi bil len, razbrzdan in zelo debel požeruh, ki je imel po štiri pojedine na dan. Na njih so stregli redke jedi, ki jih je morala nabavljati celo rimska vojna mornarica. 
Na vsako pojedino je sam povabil goste iz plemiških hiš. O njem se je govorilo tudi to, da je svojo mater izstradal do smrti, da bi se izponila prerokba, da bo vladal zelo dolgo, če bo mati umrla pred njim. Nekateri drugi pisci, med njimi Tacit in Kasij Dion, se z nekaterimi Svetonijevimi trditvami ne strinjajo, čeprav imajo o njem tudi sami komaj pozitivno mnenje.
Vitelij je kljub svoji kratki vladavini sprejel dva odloka, ki sta ga preživela. Oba opisuje Tacit v svoji Zgodovini: 
- prekinil je prakso, da so centrioni lahko prodajali dopuste in ugodnosti svojim vojakom,
- položaji v državni upravi, ki so bili rezervirani samo za svobodnjake, so postali dostopni tudi za viteze (equites)

S 1. oktobrom 69 je v Rimu in Italiji prepovedal delo astrologov. Nekaj astrologov se je na njegov odlok odzvalo z objavo svojega odloka: "Vsi astrologi za blagor naše države odrejamo, da Vitelij na določen dan ne bo več živ". Vitelij je v odgovor usmrtil vse astrologe, ki so jih ujeli.

### Odstop in smrt
Julija 69 je Vitelij izvedel, da so legije v vzhodnih provincah za cesarja razglasile svojega poveljnika Tita Flavija Vespazijana. Ko so za novico izvedele legije v Dalmaciji in Iliriku, so tudi same prestopile na Vespazijanovo stran. Vitelija so zapustili številni privrženci in zahtevali njegov odstop.
Tacit v svoji Zgodovini trdi, da je Vitelij pričakal Vespazijanovo vojsko pri Mevaniji (sedanja Bevagna, Umbrija, Italija) in se preko Marka Antonija Prima, poveljnika VII. legije Galbiana v Panoniji in enega od glavnih Vespazijanovih podpornikov, dogovoril za odstopne pogoje. Pretorijanci Vespazijenu niso dovolili, da bi izpeljal dogovor. Na poti k Templju zmage, kjer je nameraval deponirati svoje cesarske insignije, so ga prestregli in prisilili, da se je vrnil v svojo palačo. 
Vespazijanovih vojaki so ga po prihodu v Rim izvlekli iz skrivališča v cesarski palači in ga na Gemonijskih stopnicah ubili. Njegovo truplo so vrgli v Tibero. Svetonij, ki se sklicuje na Kasija Diona, pravi, da so ga pred tem obglavili in z njegovo glavo paradirali po Rimu. Ubili so tudi njegovega brata in sina.
| Vitelij Leto štirih cesarjev Rojen: 24. september 15 Umrl: 20. december 69 |                                |                       |
| Vladarski nazivi                                                           |                                |                       |
| Predhodnik: Oton                                                           | Cesar Rimskega cesarstva 69-69 | Naslednik: Vespazijan |

### Primarni viri
- Svetonij, Vitelijevo življenje Life of Vitellius
- Kasij Dion, 64
- Continuité gentilice et continuité sénatoriale dans les familles sénatoriales romaines à l'époque impériale, 2000

### Sekudarni viri
- Vitelijev življenjepis  livius.org Arhivirano 2012-06-29 na Wayback Machine.
- Vitelijev življenjepis  De Imperatoribus Romanis
- M.H. Smith, Aulus Vitellius